# كيريل إيفكوف
كيريل إيفكوف (بالبلغارية: Кирил Ивков) (مواليد 21 يونيو 1946) هو لاعب كرة قدم. يلعب مع منتخب بلغاريا لكرة القدم. سبق له أن لعب في كأس العالم لكرة القدم مع منتخب بلاده.

## روابط خارجية
- كيريل إيفكوف على موقع الاتحاد الدولي (مؤرشف)  (الإنجليزية)
- كيريل إيفكوف على موقع قاعدة بيانات كرة القدم.إي يو (الإنجليزية)
- كيريل إيفكوف على موقع ناشيونال فوتبول تيمز (الإنجليزية)
- كيريل إيفكوف على موقع أوليمبيديا (الإنجليزية)